# Callobius enus
Callobius enus är en spindelart som först beskrevs av Chamberlin och Ivie 1947.  Callobius enus ingår i släktet Callobius och familjen mörkerspindlar. Inga underarter finns listade.